# Augustin Krist
Augustin Gustav Krist (* 12. Dezember 1894 in Kremsier, Österreich-Ungarn; † 2. März 1964 in Prostějov, Tschechoslowakei) war ein tschechoslowakischer Fußballschiedsrichter und Sportfunktionär.

## Werdegang
Krist begann in seiner Heimatstadt Kroměříž beim SK Haná mit dem Fußballspielen. Im Jahr 1912 ging er als Buchhändlergehilfe nach Prostějov, wo er zu den ersten Enthusiasten gehörte, die in Prostějov neben Fußball auch Eishockey spielten. Am 4. November 1919 heiratete er in Prostějov Pavlína Komínková. Nach Beendigung seiner aktiven Sportlerkarriere wurde Krist Funktionär und war neben der Leitung Hockeyabteilung in Prostějov beim Tschechoslowakischen Hockeyverband tätig.
Von 1927 bis 1941 war Augustin Krist zudem als Schiedsrichter in der Tschechoslowakischen Fußballmeisterschaft tätig, in der er insgesamt er 83 Ligaspiele leitete. Zwischen 1928 und 1939 pfiff Krist zudem international. Zweimal leitete er ein Finalspiel im Mitropapokal: 1937 im Budapester Üllői út die Partie zwischen Ferencváros Budapest und Lazio Rom (4:2) und 1939 an selber Stelle das Hinspiel im Budapester Finalderby zwischen Ferencváros und Újpest, das 4:1 für das von Béla Guttmann trainierte Újpest endete.
Bei der Fußball-Weltmeisterschaft 1938 in Frankreich vertrat Krist die ČSAF als Schiedsrichter und war damit der erste tschechoslowakische WM-Schiedsrichter der Fußballgeschichte. Er pfiff am 12. Juni das Viertelfinale zwischen den Schweden und Kuba, das die Skandinavier im Stade du Fort Carré in Antibes mit 8:0 gewannen. Zudem war beim Turnier in zwei Spielen als Linienrichter aktiv, darunter auch im Finale im Stade Olympique Yves-du-Manoir in Colombes, das Italien gegen Ungarn mit 4:2 gewann – hier assistierte er zusammen mit dem Schweizer Hans Wüthrich dem französischen Schiedsrichter Georges Capdeville.
Ab 1935 war Krist zudem stellvertretender Vorsitzender des tschechoslowakischen Schiedsrichterverbandes. Vor dem Zweiten Weltkrieg war er außerdem in der Klubführung des SK Baťa Zlín tätig. Im Jahr 1946 wurde er als Vertreter der Schiedsrichter in das Komitee der ČSAF gewählt. 1957 wurde er Verwalter der neu errichteten Kunsteisbahn von Prostějov.
Augustin Krist starb Anfang März 1964 im Alter von 69 Jahren in Prostějov.